# スキマスイッチ 10th Anniversary Arena Tour 2013 “POPMAN'S WORLD”THE MOVIE
『スキマスイッチ 10th Anniversary Arena Tour 2013 “POPMAN'S WORLD”THE MOVIE』は、スキマスイッチのライブDVD。

## 解説
- 「スキマスイッチ 10th Anniversary Arena Tour 2013 “POPMAN'S WORLD”」のさいたまスーパーアリーナでのライブ映像を収録。

## バンドメンバー
- 大橋卓弥 – Vocal & Guitar
- 常田真太郎 – Piano, Rhodes, Chorus
- 石成正人 – Guitar, Chorus
- 種子田健 – Bass
- 村石雅行 – Drums
- 浦清英 – Keyboards
- 松本智也 – Percussion, Chorus
- 本間将人 – Sax, Chorus
- 田中充 – Trumpet, Chorus

## 収録曲

### DISC-1
1. 10th -type P.W.-
2. ゴールデンタイムラバー
3. view
4. 螺旋
5. LとR
6. 夕凪
7. 藍
8. ボクノート
9. ふれて未来を
10. アカツキの詩
11. 晴ときどき曇
12. マリンスノウ
13. さいごのひ

### DISC-2
1. Hello Especially
2. SL9
3. ユリーカ
4. ガラナ
5. トラベラーズ・ハイ
6. 全力少年
7. スカーレット
8. デザイナーズマンション
9. 奏（かなで）
10. 虹のレシピ

## 初回特典収録内容
- 特典映像

1. Opening Movie「10th -type P.W.-」
2. Stage Screen Movie「SL9」
3. Interview

- 収録日当日の“爆笑MC”映像
- アンコールのメンバー紹介～ジャムセッションをノーカット収録。
- LIVE ALBUM「スキマスイッチ 10th Anniversary Arena Tour 2013 “POPMAN'S WORLD”」の初回生産限定盤とのW購入者抽選特典応募ハガキを封入。